# Cyanopepla imperialis
Cyanopepla imperialis là một loài bướm đêm thuộc phân họ Arctiinae, họ Erebidae.